# Coordenadas trilineares
Coordenadas trilineares são um exemplo de coordenadas homogêneas e freqüentemente, são chamados simplesmente de "trilineares".

## Descrição
Em geometria, as coordenadas trilineares x: y: z de um ponto em relação a um triângulo são especificadas por suas distâncias das linhas que contêm os segmentos que formam os lados do triângulo.
A razão x: y é a razão entre as distâncias perpendiculares de um ponto aos lados (estendidas se necessário) opostas aos vértices A e B, respectivamente; a relação y: z é a proporção das distâncias perpendiculares do ponto às retas opostas aos vértices B e C respectivamente; e da mesma forma para z: x e os vértices C e A.

## Representação gráfica
As coordenadas trilineares do ponto interior indicado são as distâncias reais (a ', b', c '), ou o equivalente na forma quociente, ka': kb ': kc' para qualquer constante positiva k . Se um ponto está em um lado do triângulo de referência, sua coordenada trilinear correspondente é 0. Se um ponto externo está no lado oposto de uma linha lateral do interior do triângulo, sua coordenada trilinear associada a essa margem é negativa. É impossível que todas as três coordenadas trilineares sejam negativas simultaneamente.